# Étourneau soyeux
Spodiopsar sericeus
Espèce
Statut de conservation UICN

 LC  : Préoccupation mineure
L'Étourneau soyeux (Spodiopsar sericeus) est une espèce d'oiseaux de la famille des Sturnidae.

## Répartition
Cet oiseau vit dans là moitié sud de la Chine.